# Okręgowe rozgrywki w piłce nożnej woj. olsztyńskiego, elbląskiego i suwalskiego (1996/1997)
Drużyny z województwa olsztyńskiego, elbląskiego i suwalskiego występujące w ligach centralnych i makroregionalnych:
- I liga – Stomil Olsztyn
- II liga – Jeziorak Iława, Pomezania Malbork
- III liga – Zatoka Braniewo, Warmia Olsztyn, Victoria Bartoszyce
- IV liga – Stomil II Olsztyn, Warfama Dobre Miasto, Sokół Ostróda, Start Działdowo, Agro-Lega Bystry, Orlęta Reszel, Tęcza Biskupiec, Gwardia Szczytno, Mazur Ełk, Nida Ruciane-Nida

Rozgrywki okręgowe:
- OZPN Olsztyn:

- - Klasa okręgowa (V poziom rozgrywkowy)
  - Klasa A - 2 grupy (VI poziom rozgrywkowy)
  - Klasa B - podział na grupy (VII poziom rozgrywkowy)
  - klasa C(LZS) - podział na grupy (VIII poziom rozgrywkowy)

- OZPN Elbląg:

- - IV liga  (IV poziom rozgrywkowy)
  - Klasa okręgowa (V poziom rozgrywkowy)
  - Klasa A - 2 grupy (VI poziom rozgrywkowy)
  - klasa B - 2 grupy (VII poziom rozgrywkowy)
  - klasa C(LZS) (VIII poziom rozgrywkowy)

- OZPN Suwałki:

- - Klasa okręgowa (V poziom rozgrywkowy)
  - Klasa A (VI poziom rozgrywkowy)

Był to pierwszy z czterech sezonów funkcjonowania IV ligi makroregionu warszawsko-mazurskiego. Odtąd zwycięzcy olsztyńskiej i suwalskiej klasy okręgowej awansowali do IV ligi. IV poziom rozgrywkowy w woj. elbląskim (dotąd klasa okręgowa) na dwa sezony wszedł w struktury IV ligi makroregionalnej do makroregionu pomorskiego jako IV liga, grupa Elbląg.

## Klasa okręgowa

### grupa Olsztyn
| Poz. | Klub            | M  | Pkt. | Bramki |
| ---- | --------------- | -- | ---- | ------ |
| 1    | Granica Kętrzyn | 26 |      |        |

14 zespołów, brak tabeli

### grupa Elbląg
| Poz. | Klub                  | Pkt. | Bramki |
| ---- | --------------------- | ---- | ------ |
| ?    | Pogoń Prabuty         |      |        |
| ?    | Syrena Młynary        |      |        |
| ?    | Gmina Lichnowy        |      |        |
| ?    | Bałtyk Sztutowo       |      |        |
| ?    | Zatoka II Braniewo    |      |        |
| ?    | Bianco Rodowo         |      |        |
| ?    | Płomień Sadowo        |      |        |
| ?    | Complex Rakowiec      |      |        |
| ?    | Sokół Mareza          |      |        |
| ?    | Gmina Stary Dzierzgoń |      |        |
| ?    | Granica Zagaje        |      |        |
| ?    | Gmina Braniewo        |      |        |
| ?    | Relax Ryjewo          |      |        |
| ?    | Polonia Pasłęk        |      |        |
| ?    | Błękitni Stare Pole   |      |        |

- Tęcza Szropy wycofała się przed rozpoczęciem sezonu
- Bianco Rodowo wycofało się po sezonie

### grupa Suwałki
| Poz. | Klub                   | M  | Pkt. | Bramki |
| ---- | ---------------------- | -- | ---- | ------ |
| 1    | Sparta Augustów        | 22 | 52   | 43-7   |
| 2    | Rominta Gołdap         | 22 | 49   | 42-13  |
| 3    | Pomorzanka Sejny (b)   | 22 | 36   | 24-25  |
| 4    | Pogoń Ryn (b)          | 22 | 33   | 37-36  |
| 5    | Mazur Pisz             | 22 | 32   | 35-25  |
| 6    | Czarni Olecko          | 22 | 32   | 29-41  |
| 7    | STP Adidas Suwałki (b) | 22 | 29   | 30-33  |
| 8    | Mamry Giżycko          | 22 | 27   | 26-35  |
| 9    | Kłobuk Mikołajki (b)   | 22 | 26   | 21-31  |
| 10   | Vęgoria Węgorzewo (b)  | 22 | 24   | 42-39  |
| 11   | Orkan Drygały          | 22 | 19   | 30-41  |
| 12   | MKS Orzysz             | 22 | 11   | 24-73  |

- Tęcza Oracze i Znicz Biała Piska wycofały się z rozgrywek przed sezonem

#### Baraż o klasę okręgową
MKS Orzysz - Polonez Nowa Wieś Ełcka 0:2/1:3

### OZPN Ciechanów i OZPN Toruń
brak danych

## Klasa A

### Olsztyn
2 grupy

### Elbląg

#### grupa I
- awans: LZS Nowa Wioska

#### grupa II
| Poz. | Klub                 | Pkt. | Bramki |
| ---- | -------------------- | ---- | ------ |
| 1    | Grom Nowy Staw       | 40   | 61-15  |
| 2    | Wisła Drewnica       | 31   | 33-14  |
| 3    | Piast Wilczęta       | 25   | 43-36  |
| 4    | Amber Krynica Morska | 18   | 33-33  |
| 5    | Relaks Płoskinia     | 17   | 33-32  |
| 6    | Zalew Batorowo       | 16   | 28-46  |
| 7    | Lisovia Lisewo       | 11   | 15-44  |
| 8    | LZS Pomorska Wieś    | 5    | 8-34   |

- Amber Krynica Morska wycofał się po sezonie

### grupa Suwałki
| Poz. | Klub                    | M  | Punkty | Bramki |
| ---- | ----------------------- | -- | ------ | ------ |
| 1    | Orzeł Stare Juchy       | 20 | 57     | 72-18  |
| 2    | Mazur Wydminy           | 20 | 39     | 60-50  |
| 3    | Polonez Nowa Wieś Ełcka | 20 | 33     | 40-30  |
| 4    | Kormoran Bystry         | 20 | 32     | 39-31  |
| 5    | Olimpia Miłki           | 20 | 31     | 50-38  |
| 6    | Polonia Raczki          | 20 | 28     | 44-31  |
| 7    | Druglin Rożyńsk         | 20 | 27     | 38-28  |
| 8    | Pogoń Banie Mazurskie   | 20 | 25     | 40-40  |
| 9    | Płomień Ełk             | 20 | 22     | 33-81  |
| 10   | Unia Woźnice            | 20 | 16     | 25-51  |
| 11   | Bełdan Wygryny          | 20 | 7      | 23-66  |

- Bełdan Wygryny i Kormoran Bystry wycofały się z rozgrywek po sezonie

## Klasa B

### Olsztyn
- 4 grupy

### Elbląg

#### grupa I
| Poz. | Klub            | Pkt. | Bramki |
| ---- | --------------- | ---- | ------ |
| 1    | Tęcza Szropy    | 37   | 75-22  |
| 2    | Powiśle Czernin | 28   | 46-32  |
| 3    | LZS Jasna       | 25   | 50-38  |
| 4    | Rodło Trzciano  | 24   | 55-34  |
| 5    | LZS Jurkowice   | 20   | 44-45  |
| 6    | LZS Bukowo      | 15   | 28-45  |
| 7    | LZS Nowa Wieś   | 8    | 31-58  |
| 8    | LZS Uśnice      | 6    | 23-78  |

#### grupa II
brak danych